# Лучний папужка
Лучний папужка (Neophema) — рід папуг родини Psittaculidae. Рід містить шість видів, що мешкають у степах та луках Австралії та Тасманії.

## Опис
Дрібні папужки, завдовжки від 20 до 22 см, вагою від 40 до 60 грам. Основний колір оперення зелений, збагачений блакитними, червоними, бірюзовими, жовтими ділянками, зазвичай блискучими. Усі види мають сіро-чорний дзьоб, сіро-рожеві ноги та коричневі очі.

## Види
- Папужка синьокрилий (Neophema chrysostoma)
- Папужка золотавий (Neophema elegans)
- Папужка скельний (Neophema petrophila)
- Папужка золотисточеревий (Neophema chrysogaster)
- Папужка лазуровий (Neophema pulchella)
- Папужка червоноволий (Neophema splendida)

Раніше до роду відносили папужку рожевогрудого, який зараз виокремлений у рід Neopsephotus.